# Бо (Ланд)
Бо (фр. Boos) насеље је и општина у југозападној Француској у региону Аквитанија, у департману Ланд која припада префектури Дакс.
По подацима из 2011. године у општини је живело 312 становника, а густина насељености је износила 19,73 становника/km². Општина се простире на површини од 15,81 km². Налази се на средњој надморској висини од 78 метара (максималној 88 m, а минималној 60 m).

## Демографија
| 1962. | 1968. | 1975. | 1982. | 1990. | 1999. | 2011. |
| ----- | ----- | ----- | ----- | ----- | ----- | ----- |
| 98    | 109   | 133   | 134   | 136   | 149   | 312   |

График промене броја становника у току последњих година